# Francesco Mantica (1534-1614)
Francesco Maria Mantica (Venzone, 20 marzo 1534 – Roma, 28 gennaio 1614) è stato un cardinale e giurista italiano.

## Biografia
Era il figlio di Andrea Mantica e Fontana Fontebuoni.
Francesco Mantica studiò diritto civile a Bologna e poi a Padova, dove si laureò in utroque iure nel 1558. A soli 26 anni divenne docente all'Università patavina e tra i suoi studenti vi furono i nipoti di papa Clemente VIII. Fu iscritto alla nobiltà di Udine fin dal 1561. Dal 1580 fu uditore del Tribunale della Rota Romana per dieci anni; fu giurista di fama, il suo De conjecturis ultimarum voluntatum fu uno dei testi più studiati e pubblicati tra il 1500 ed il 1600.
Fu creato cardinale diacono nel concistoro del 5 giugno 1596 e l'8 giugno successivo ricevette la berretta cardinalizia, mentre il 21 giugno gli fu assegnata la diaconia di Sant'Adriano al Foro. Successivamente il 24 gennaio 1597 optò per il titolo di San Tommaso in Parione e poi il 17 giugno 1602 per il titolo di Santa Maria del Popolo, che mantenne fino alla morte. Partecipò sia al primo conclave del 1605, che elesse papa Leone XI, che al secondo, che elesse papa Paolo V. Fu Camerlengo del Sacro Collegio dei Cardinali dal 13 gennaio 1614 fino alla morte.
Morì a Roma il 28 gennaio 1614 e fu sepolto nella Basilica di Santa Maria del Popolo.

## Opere
- (LA) Vaticanae lucubrationes de tacitis et ambiguis conventionibus, Genève, Philippe Albert, 1621.

Vaticanae lucubrationes de tacitis et ambiguis conventionibus, 1621